# Chiesa della Trasfigurazione di Nostro Signore Gesù Cristo (Taurisano)
La chiesa della Trasfigurazione di Nostro Signore Gesù Cristo è un importante luogo di culto della città di Taurisano.

## Descrizione

### Esterno

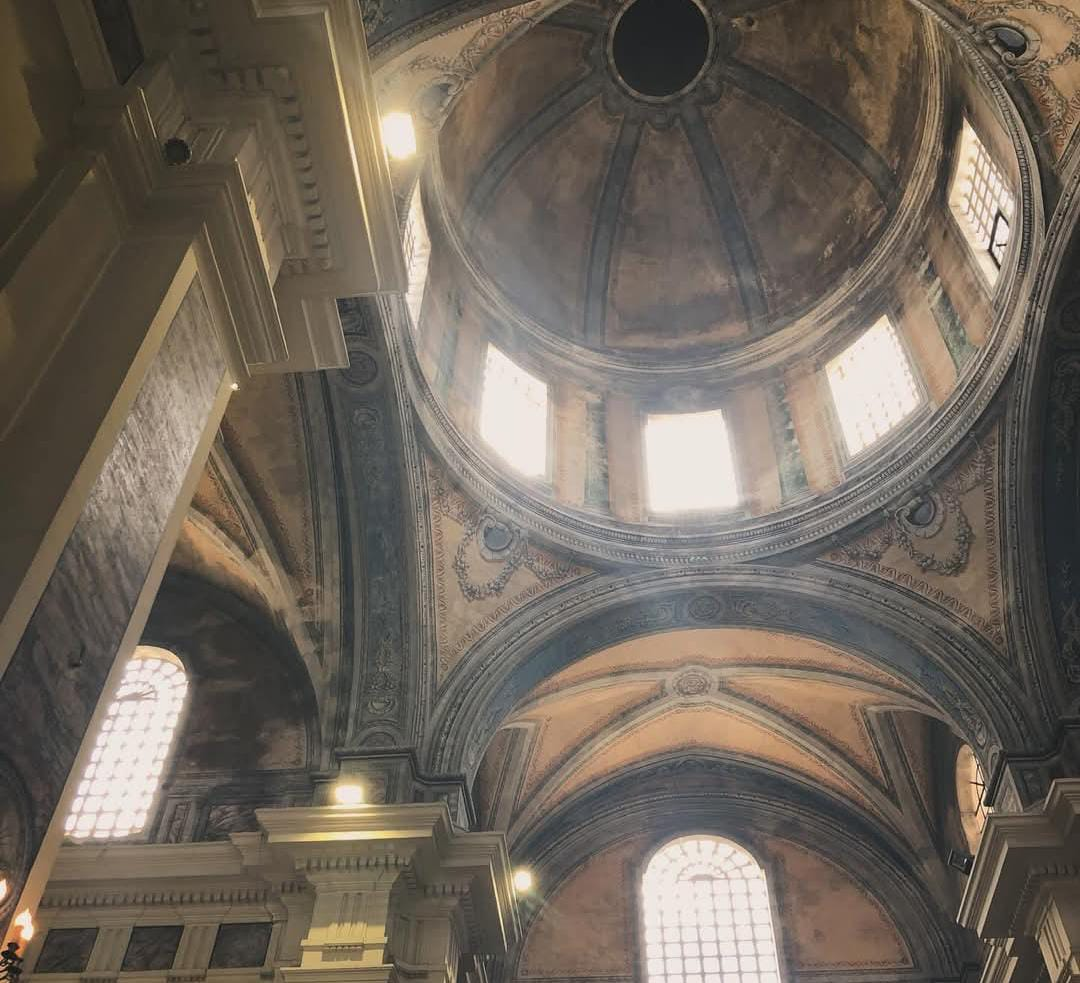
La cupola della chiesa, vista dall'interno

I muri perimetrali, di tufo dorato, sono caratterizzati dalla presenza di pilastri, finestroni ad arco a tutto tondo e finestrelle quadrilobate. L'esterno è impreziosito dalla presenza delle tre campane della torre a sinistra, in cui è incastonata una grande meridiana. La campana più piccola è del 1624, quella di media grandezza è del 1747, entrambe provenienti dalla chiesa preesistente, mentre il campanone, donato dalla famiglia ducale dei Lopez y Royo, risale al XX secolo.
Sul lato destro si apre il portale secondario dai contorni mistilinei, con al centro una finestrella di stile settecentesco, mentre sul lato destro si apre un altro portale, caratterizzato dalla stessa struttura del primo. 

### Interno
L'interno, interamente affrescato con festoni e arabeschi dalle intense tonalità cromatiche, è caratterizzato da elemento dorici, neoclassici e tardobarocchi. La chiesa è dotata di nove altari, oltre quello presente nella cappella del Santissimo Sacramento, posta sul lato sinistro del presbiterio. Anche questa cappella è sormontata da una piccola cupola rivestita di mattonelle smaltate.
Sulla parete absidale è presente un grande affresco raffigurante Cristo tra due fila di serafini proni, preceduti da san Francesco d'Assisi e san Domenico di Guzmán, eseguito nel 1924. L'altare maggiore, in legno di noce decorato del 1990, è invece circondato da una balaustra in pietra leccese scolpita ed è ubicato sopra le due cripte della chiesa primitiva, dove erano sepolti religiosi e fedeli. A questi due altari si uniscono:
- l'altare di Maria Santissima del Rosario di Pompei, eretto nel 1840, con la presenza di una tela del 1684 in cui sono raffigurati la Madonna del Rosario con il Bambino e i santi Domenico di Guzmán e Caterina da Siena. Questi sono circondati da alcuni tondi che raffigurano i momenti più importanti della vita di Gesù
- l'altare di santo Stefano protomartire, risalente anch'esso al 1840, posto sul punto terminale sinistro del transetto, racchiude una tela, risalente al XVIII secolo, appartenente alla Scuola Napoletana, raffigurante la lapidazione del santo. Essa è accompagnata dalla presenza di elementi barocchi e neoclassici
- l'altare di san Vito, eretto nel 1839, il primo alla destra del portale centrale, conserva una tela raffigurante il santo
- l'altare della Pietà, eretto nel 1838, il secondo alla destra del portale centrale, presenta una tela del 1812, in cui è raffigurata Maria Addolorata sulle cui ginocchia è adagiato il Figlio morto, circondata dalle pie donne
- l'altare della Sacra Famiglia, eretto nel 1847, il terzo alla destra del portale centrale, presenta una tela coeva rappresentante il soggetto titolare
- l'altare di santa Lucia, eretto nel 1839, il primo alla sinistra del portale centrale, custodisce, nella nicchia centrale, la statua di cartapesta, risalente al XIX secolo, raffigurante la santa di Siracusa
- l'altare di sant'Antonio di Padova, eretto nel 1815, il secondo alla sinistra del portale centrale, presenta diversi bassorilievi floreali, mentre nella nicchia centrale si vede il simulacro in pietra leccese del santo
- l'altare delle anime del Purgatorio, eretto nel 1838, il terzo alla sinistra del portale centrale, si trova accanto al pulpito ligneo del 1830 e presenta una tela, risalente al XVIII secolo, raffigurante la Nostra Signora del Monte Carmelo sovrastante le anime purganti

Annovera anche un cospicuo patrimonio statuario: una Madonna del Rosario lignea del XVII secolo, il complesso statuario della Madonna della Strada di Scuola veneziana del 1868, le statue dei maestri cartapestai di Lecce del XX secolo raffiguranti san Vito, santa Lucia, san Donato e la Sacra Famiglia. A questi si uniscono i simulacri, sempre di cartapesta, degli inizi del XX secolo, di sant'Antonio di Padova, del Sacro Cuore di Gesù, del Cuore Immacolato di Maria, dell'Immacolata Concezione, del Santissimo Redentore, di santa Teresa di Lisieux e di san Luigi Gonzaga. Infine l'organo presente in chiesa è del 1930.
Nella chiesa si conservano anche alcune tele appartenute alla chiesa preesistente, come quelle di Santa Maria de finibus terrae, del XVI secolo, dell'Immacolata Concezione, del 1668, della Madonna della Strada, del 1698, di sant'Oronzo di Lecce, del XVII secolo, e della morte di san Giuseppe, del XVIII secolo.